# Ribeira de Grândola

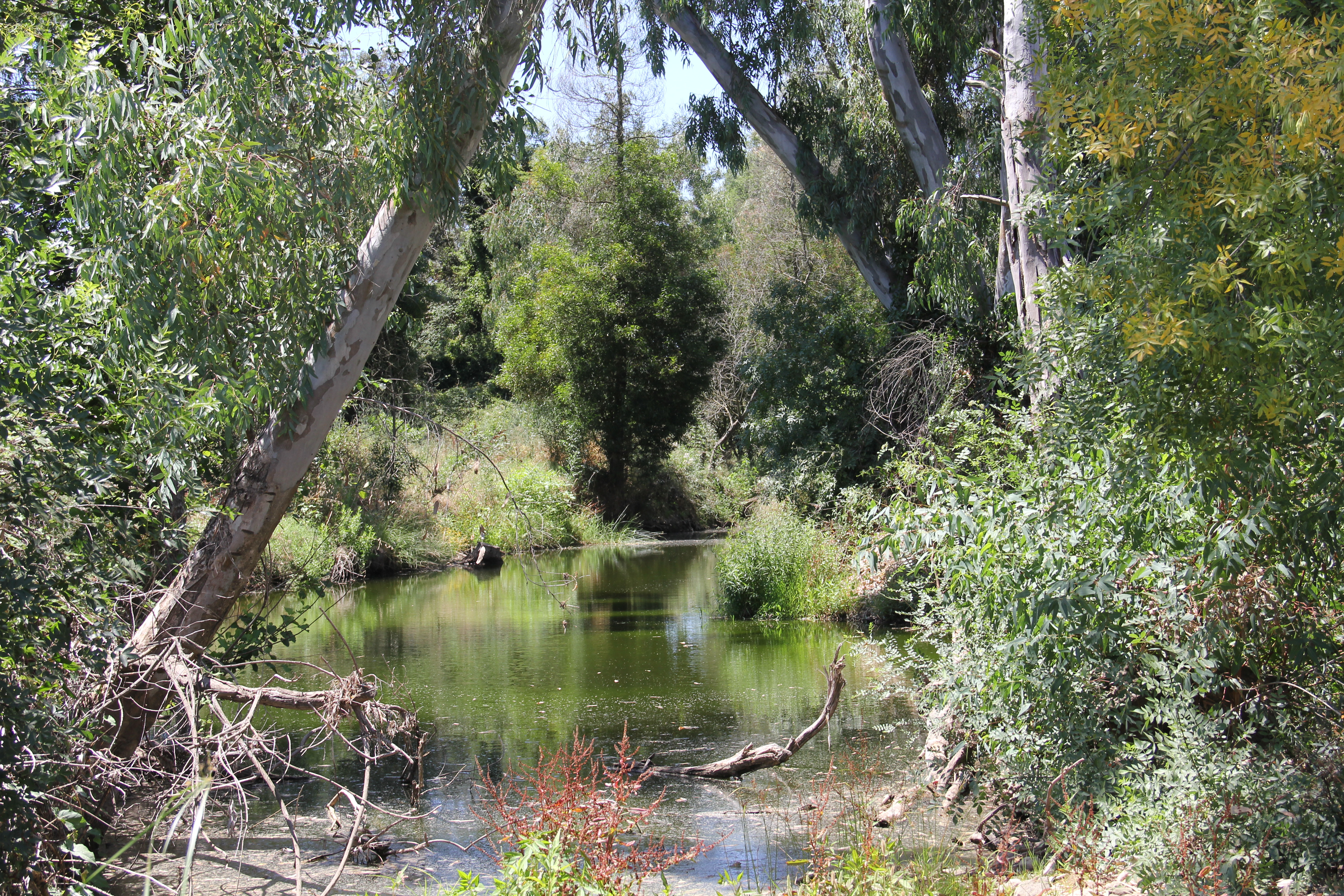
Ribeira de Grândola perto do Lugar Minas da Caveira

A Ribeira de Grândola é um curso de água com terras baixas nas suas margens bem arborizadas, que ganhou o seu nome devido à sua localização junto à vila de Grândola. Esta ribeira, também apelidada de Rio Davino, tem a sua origem na Serra de Grândola. sendo o seu recurso hídrico mais importante As águas da Ribeira de Grândola correm um percurso de escassos 30 Km antes de desaguar no Rio Sado. O seu principal afluente antes de passar por Grândola é a Ribeira de Castelhanos. Junto à antiga Aldeia da Minhoca foi acondicionado um pequeno Parque de Merenda, o Eco-Parque Montinho da Ribeira com salgueiros de grande porte e sombrio no Verão.
A Ribeira de Grândola passa junto à localidade de Canal Caveira onde tem dois afluentes interessantes na época de Inverno, ambos com origem na Serra da Caveira, o afluente do curso de água de descarga da Barragem de Pêro Cuco e o afluente da Escombreira das Minas da Caveira.

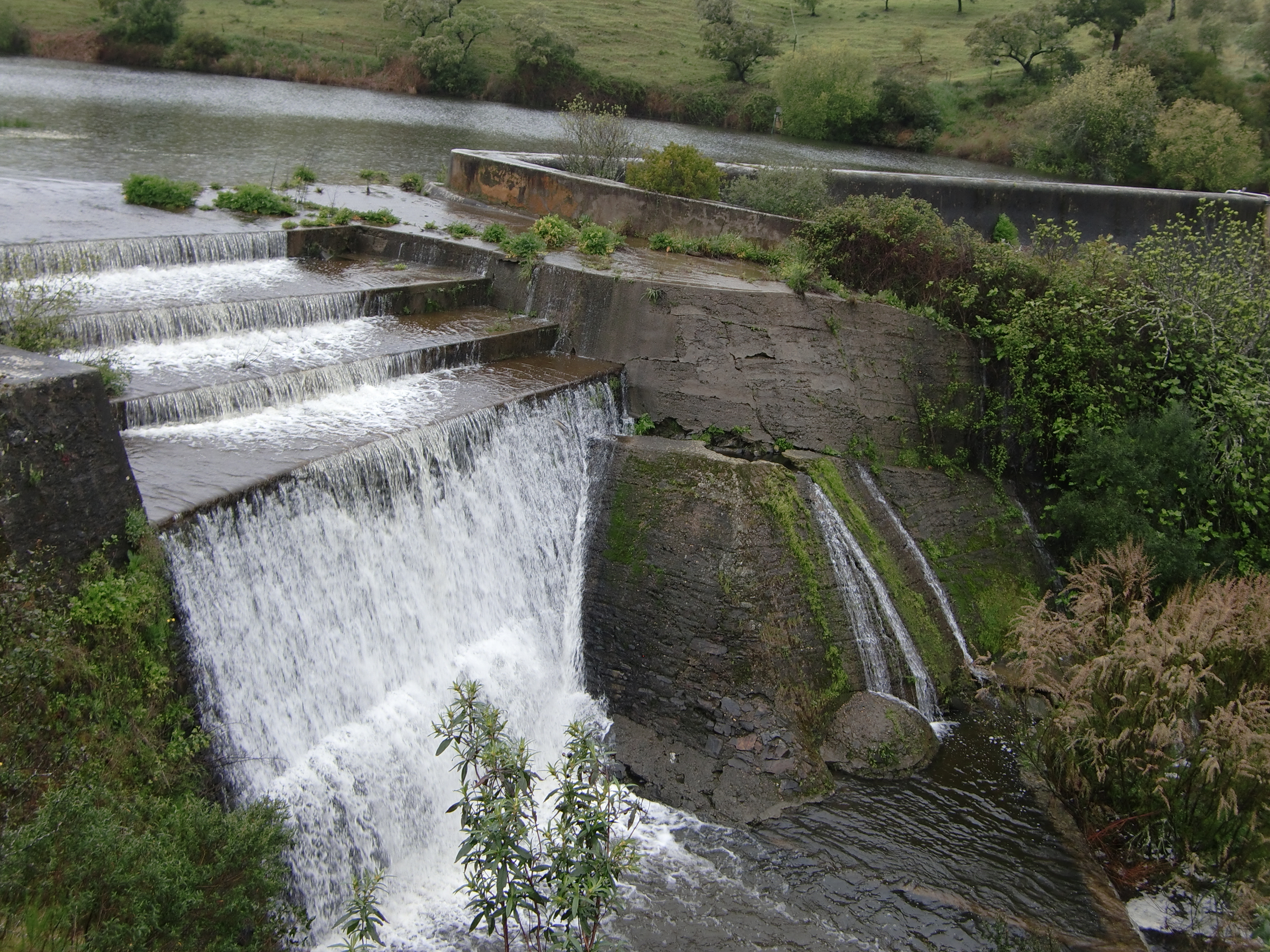
Barragem de Pêro Cuco em descarga

Em 2019 foram libertados neste meio natural 300 peixes, descendentes de exemplares capturados nesta ribeira, reproduzidos e criados no Aquário Vasco da Gama e com a autorização do Instituto de Conservação da Natureza e das Florestas. Esta é uma espécie considerada criticamente em perigo, pois apenas existe em Portugal onde vive nas bacias hidrográficas dos rios Tejo e Sado e nas pequenas ribeiras da região Oeste e da região entre o Sado e o Mira.